# Ratpenat d'orelles grogues amazònic
El ratpenat d'orelles grogues amazònic (Vampyriscus bidens) és una espècie de ratpenat sud-americà, que viu a Bolívia, el Brasil, Colòmbia, l'Equador, la Guaiana Francesa, Guyana, el Perú, Surinam i Veneçuela.